# Chula
Chula és una població dels Estats Units a l'estat de Missouri. Segons el cens del 2000 tenia 198 habitants.

## Demografia
Segons el cens del 2000, Chula tenia 198 habitants, 71 habitatges, i 50 famílies. La densitat de població era de 449,7 habitants per km².
Dels 71 habitatges en un 45,1% hi vivien nens de menys de 18 anys, en un 50,7% hi vivien parelles casades, en un 18,3% dones solteres, i en un 28,2% no eren unitats familiars. En el 26,8% dels habitatges hi vivien persones soles el 14,1% de les quals corresponia a persones de 65 anys o més que vivien soles. El nombre mitjà de persones vivint en cada habitatge era de 2,79 i el nombre mitjà de persones que vivien en cada família era de 3,31.
Per edats la població es repartia de la següent manera: un 37,9% tenia menys de 18 anys, un 5,1% entre 18 i 24, un 27,3% entre 25 i 44, un 18,2% de 45 a 60 i un 11,6% 65 anys o més.
L'edat mediana era de 32 anys. Per cada 100 dones de 18 o més anys hi havia 92,2 homes.
La renda mediana per habitatge era de 30.208 $ i la renda mediana per família de 30.625 $. Els homes tenien una renda mediana de 26.250 $ mentre que les dones 10.000 $. La renda per capita de la població era d'11.920 $. Entorn del 24,5% de les famílies i el 21,5% de la població estaven per davall del llindar de pobresa.

## Poblacions més properes
El següent diagrama mostra les poblacions més properes.